# سان-جان-دي-موريين
سان-جان-دي-موريين. (بالفرنسية: Saint-Jean-de-Maurienne)‏، هي بلدية فرنسية في فرنسا، تقع في إقليم سافوا، في منطقة أوفيرني-رون ألب.

## توأمة
لسان-جان-دي-موريين اتفاقيات توأمة مع كل من:
- باد فيلدونغن
- جيافينو
- تساليت

## أعلام
- جان باتيست غرينغ
- فانيسا فيدال
- جان بيار فيدال